# Font del Gatell (Sant Quirze Safaja)
La Font del Gatell és una font del terme municipal de Sant Quirze Safaja, a la comarca del Moianès.
Està situada a 625 metres d'altitud, a prop i a ponent de la cruïlla de les carreteres C-59 i BV-1341, a migdia del Camí de Puigcastellar i a la dreta del torrent del Favar.